# 上高井郡

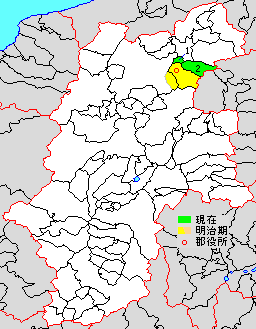
長野県上高井郡の範囲（1.小布施町 2.高山村）

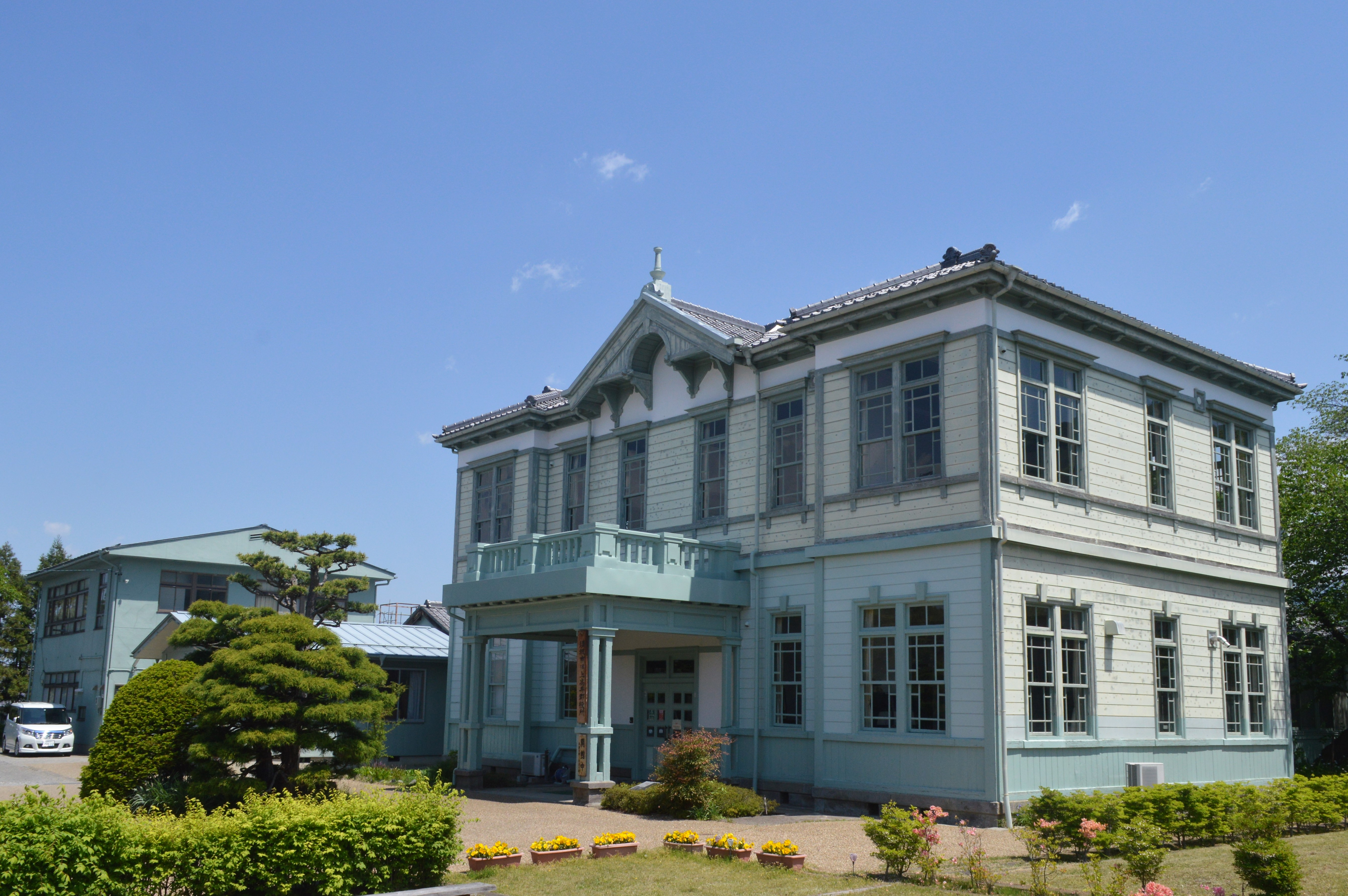
旧上高井郡役所

上高井郡（かみたかいぐん）は、長野県の郡。
人口16,733人、面積117.68km²、人口密度142人/km²。（2025年3月1日、推計人口）
以下の1町1村を含む。
- 小布施町（おぶせまち）
- 高山村（たかやまむら）

## 郡域
1879年（明治12年）に行政区画として発足した当時の郡域は、上記1町1村に須坂市および長野市の一部（若穂各町・松代町大室および屋島の一部）を加えた区域にあたる。

## 歴史

### 郡発足までの沿革
- 「旧高旧領取調帳」に記載されている、信濃国高井郡のうち後の本郡域の明治初年時点での支配は以下の通り。●は村内に寺社領が、○は寺社除地[1]が存在。（59村）

| 知行         | 知行                         | 村数 | 村名 |
| ------------ | ---------------------------- | ---- | --- |
| 幕府領       | 幕府領（中野代官所）         | 16村 | 九反田村、駒場村、○井上村、○米持村、○北岡村、○亀倉村、塩野村、○栃倉村、○米子村、黒部村、○松村新田村、○押切村、○高井野村、○牧村、○矢島村、○雁田村 |
| 幕府領       | 幕府領（松代藩預地）         | 6村  | ○中島村、大島村、○村山村、○飯田村、○山王島村、○福原村                                                                                            |
| 藩領         | 信濃松代藩                   | 13村 | ○大室村、東川田、町川田、○仙仁村、○小出村、福島村、○八町村、○宇原村、○仁礼村、○小河原村、●○保科村、赤野田新田村                                  |
| 藩領         | 信濃須坂藩                   | 15村 | ○灰野村、○野辺村、八重森村、坂田村、○塩川村、沼目村、○高梨村、○小島村、五閑村、中子塚村、○須坂村、○綿内村、○小山村、○日滝村、大日向村            |
| 藩領         | 越後椎谷藩                   | 5村  | ○奥山田村、○六川村、○清水村、○羽場村、○中山田村                                                                                                  |
| 幕府領・藩領 | 幕府領（松代藩預地）・松代藩 | 3村  | ○幸高村、○相之島村、○小布施村 |
| 幕府領・藩領 | 幕府領（松代藩預地）・椎谷藩 | 1村  | 中条村 |

- 慶応4年2月17日（1868年3月10日） - 幕府領の一部（中野代官所）が名古屋藩の管轄となる。
- 明治2年2月30日（1869年4月11日） - 幕府領の一部（中野代官所）が伊那県の管轄となる。
- 明治3年
  - このころ幕府領（松代藩預地）が伊那県の管轄となる。
  - 9月17日（1870年10月11日） - 伊那県の管轄区域が中野県の管轄となる。
- 明治4年
  - 6月22日（1871年8月8日） - 中野県が改称して長野県となる。
  - 7月14日（1871年8月29日） - 廃藩置県により藩領が松代県、須坂県、椎谷県の管轄となる。
  - 11月20日（1871年12月31日） - 第1次府県統合により全域が長野県の管轄となる。
- 明治初年 - 宇原村が仁礼村に、赤野田新田村・高岡村が保科村にそれぞれ合併。（56村）
- 明治8年（1875年） - 駒場村・中山田村が合併して中山村となる。（55村）
- 明治9年（1876年）（1町44村）
  - 5月
    - 松村新田村・中条村が合併して中松村となる。
    - 東川田・町川田・小出村が合併して川田村となる。

  - 9月 - 須坂村が改称して須坂町となる。
  - 黒部村・高井野村が合併して高井村となる。
  - 押切村・羽場村が合併して押羽村となる。
  - 矢島村・中子塚村・六川村・清水村が合併して都住村となる。
  - 灰野村・坂田村・大日向村が合併して園里村となる。

### 郡発足以降の沿革
- 明治12年（1879年）1月4日
  - 郡区町村編制法の長野県での施行により、高井郡のうち1町44村の区域に行政区画としての上高井郡が発足。郡役所を須坂町に設置。
  - 更級郡牛島村の所属郡が本郡に変更。（1町45村）
- 明治15年（1882年） - 園里村の一部が分立して坂田村となる。（1町46村）
- 明治19年（1886年）12月14日 - 綿内村の一部[5]・福島村の一部[6]が上水内郡北長池村の一部と合併して上水内郡屋島村となる。
- 明治20年（1887年）6月17日 - 仙仁村が仁礼村に合併。（1町45村）

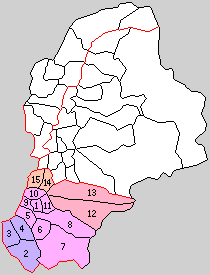
1.須坂町 2.保科村 3.川田村 4.綿内村 5.井上村 6.高甫村 7.仁礼村 8.小山村 9.日野村 10.豊洲村 11.日滝村 12.高井村 13.山田村 14.都住村 15.小布施村（紫：長野市 桃：須坂市 橙：小布施町 赤：高山村）

- 明治22年（1889年）4月1日 - 町村制の施行により、以下の町村が発足。特記以外は現・須坂市。（1町14村）
  - 須坂町 ← 須坂町、小山村［一部］
  - 保科村（単独村制、現・長野市）
  - 川田村 ← 川田村、牛島村（現・長野市）
  - 綿内村（単独村制、現・長野市）
  - 井上村 ← 井上村、幸高村、福島村、中島村、九反田村、米持村
  - 高甫村 ← 八町村、野辺村
  - 仁礼村 ← 仁礼村、亀倉村、栃倉村、米子村、塩野村
  - 小山村 ← 小山村［大部分］、坂田村、園里村
  - 日野村 ← 五閑村、八重森村、村山村、塩川村、沼目村、高梨村
  - 豊洲村 ← 小島村、小河原村、相之島村
  - 日滝村（単独村制）
  - 高井村 ← 高井村、牧村（現・高山村）
  - 山田村 ← 中山村、奥山田村（現・高山村）
  - 都住村 ← 都住村、中松村、雁田村（現・小布施町）
  - 小布施村 ← 小布施村、福原村、大島村、飯田村、山王島村、北岡村、押羽村（現・小布施町）
  - 大室村が埴科郡寺尾村（現・長野市）の一部となる。
- 明治24年（1891年）4月1日 - 郡制を施行。
- 明治25年（1892年）1月29日 - 小山村が改称して豊丘村となる。
- 大正11年（1922年）7月1日 - 豊丘村の一部（小山・坂田）が須坂町に編入。
- 大正12年（1923年）4月1日 - 郡会が廃止。郡役所は存続。
- 大正15年（1926年）7月1日 - 郡役所が廃止。以降は地域区分名称となる。
- 昭和11年（1936年）12月1日 - 日滝村が須坂町に編入。（1町13村）
- 昭和29年（1954年）
  - 2月1日 - 小布施村が町制施行して小布施町となる。（2町12村）
  - 2月11日 - 須坂町・豊洲村・日野村が合併し、改めて須坂町が発足。（2町10村）
  - 4月1日 - 須坂町が市制施行して須坂市となり、郡より離脱。（1町10村）
  - 11月1日 - 小布施町・都住村が合併し、改めて小布施町が発足。（1町9村）
- 昭和30年（1955年）1月1日（1町6村）
  - 井上村・高甫村が須坂市に編入。
  - 豊丘村・仁礼村が合併して東村が発足。
- 昭和31年（1956年）9月30日 - 高井村・山田村が合併して高山村が発足。（1町5村）
- 昭和34年（1959年）4月1日 - 川田村・保科村・綿内村が合併して若穂町が発足。（2町2村）
- 昭和41年（1966年）10月16日 - 若穂町が長野市・篠ノ井市・更級郡川中島町・信更村・更北村・埴科郡松代町・上水内郡七二会村と合併し、改めて長野市が発足、郡より離脱。（1町2村）
- 昭和46年（1971年）4月30日 - 東村が須坂市に編入。（1町1村）

### 変遷表
| 明治以前     | 明治以前     | 明治初年 - 明治11年    | 明治12年 - 明治22年                    | 明治22年 4月1日 町村制施行 | 明治22年 - 明治45年         | 大正元年 - 昭和19年          | 昭和20年 - 昭和39年          | 昭和20年 - 昭和39年            | 昭和40年 - 昭和64年          | 平成元年 - 現在 | 現在     |
| ------------ | ------------ | ---------------------- | -------------------------------------- | -------------------------- | --------------------------- | ---------------------------- | ---------------------------- | ------------------------------ | ---------------------------- | --------------- | -------- |
| 小布施村     | 小布施村     | 小布施村               | 小布施村                               | 小布施村                   | 小布施村                    | 小布施村                     | 昭和29年2月1日 町制 小布施町 | 昭和29年2月1日 町制 小布施町   | 小布施町                     | 小布施町        | 小布施町 |
| 福原村       | 福原村       | 福原村                 | 福原村                                 | 小布施村                   | 小布施村                    | 小布施村                     | 昭和29年2月1日 町制 小布施町 | 昭和29年2月1日 町制 小布施町   | 小布施町                     | 小布施町        | 小布施町 |
| 大島村       | 大島村       | 大島村                 | 大島村                                 | 小布施村                   | 小布施村                    | 小布施村                     | 昭和29年2月1日 町制 小布施町 | 昭和29年2月1日 町制 小布施町   | 小布施町                     | 小布施町        | 小布施町 |
| 飯田村       | 飯田村       | 飯田村                 | 飯田村                                 | 小布施村                   | 小布施村                    | 小布施村                     | 昭和29年2月1日 町制 小布施町 | 昭和29年2月1日 町制 小布施町   | 小布施町                     | 小布施町        | 小布施町 |
| 山王島村     | 山王島村     | 山王島村               | 山王島村                               | 小布施村                   | 小布施村                    | 小布施村                     | 昭和29年2月1日 町制 小布施町 | 昭和29年2月1日 町制 小布施町   | 小布施町                     | 小布施町        | 小布施町 |
| 北岡村       | 北岡村       | 北岡村                 | 北岡村                                 | 小布施村                   | 小布施村                    | 小布施村                     | 昭和29年2月1日 町制 小布施町 | 昭和29年2月1日 町制 小布施町   | 小布施町                     | 小布施町        | 小布施町 |
| 押切村       | 押切村       | 明治9年 押羽村         | 押羽村                                 | 小布施村                   | 小布施村                    | 小布施村                     | 昭和29年2月1日 町制 小布施町 | 昭和29年2月1日 町制 小布施町   | 小布施町                     | 小布施町        | 小布施町 |
| 羽場村       |              | 明治9年 押羽村         | 押羽村                                 | 小布施村                   | 小布施村                    | 小布施村                     | 昭和29年2月1日 町制 小布施町 | 昭和29年2月1日 町制 小布施町   | 小布施町                     | 小布施町        | 小布施町 |
| 矢島村       | 矢島村       | 明治9年 都住村         | 都住村                                 | 都住村                     | 都住村                      | 都住村                       | 都住村                       | 昭和29年11月1日 小布施町に編入 | 小布施町                     | 小布施町        | 小布施町 |
| 中子塚村     |              | 明治9年 都住村         | 都住村                                 | 都住村                     | 都住村                      | 都住村                       | 都住村                       | 昭和29年11月1日 小布施町に編入 | 小布施町                     | 小布施町        | 小布施町 |
| 六川村       |              | 明治9年 都住村         | 都住村                                 | 都住村                     | 都住村                      | 都住村                       | 都住村                       | 昭和29年11月1日 小布施町に編入 | 小布施町                     | 小布施町        | 小布施町 |
| 清水村       |              | 明治9年 都住村         | 都住村                                 | 都住村                     | 都住村                      | 都住村                       | 都住村                       | 昭和29年11月1日 小布施町に編入 | 小布施町                     | 小布施町        | 小布施町 |
| 松村新田村   | 松村新田村   | 明治9年5月 中松村      | 中松村                                 | 都住村                     | 都住村                      | 都住村                       | 都住村                       | 昭和29年11月1日 小布施町に編入 | 小布施町                     | 小布施町        | 小布施町 |
| 中条村       |              | 明治9年5月 中松村      | 中松村                                 | 都住村                     | 都住村                      | 都住村                       | 都住村                       | 昭和29年11月1日 小布施町に編入 | 小布施町                     | 小布施町        | 小布施町 |
| 雁田村       | 雁田村       | 雁田村                 | 雁田村                                 | 都住村                     | 都住村                      | 都住村                       | 都住村                       | 昭和29年11月1日 小布施町に編入 | 小布施町                     | 小布施町        | 小布施町 |
| 黒部村       | 黒部村       | 明治9年 高井村         | 高井村                                 | 高井村                     | 高井村                      | 高井村                       | 高井村                       | 昭和31年9月30日 高山村         | 高山村                       | 高山村          | 高山村   |
| 高井野村     |              | 明治9年 高井村         | 高井村                                 | 高井村                     | 高井村                      | 高井村                       | 高井村                       | 昭和31年9月30日 高山村         | 高山村                       | 高山村          | 高山村   |
| 牧村         | 牧村         | 牧村                   | 牧村                                   | 高井村                     | 高井村                      | 高井村                       | 高井村                       | 昭和31年9月30日 高山村         | 高山村                       | 高山村          | 高山村   |
| 駒場村       | 駒場村       | 明治8年 中山村         | 中山村                                 | 山田村                     | 山田村                      | 山田村                       | 山田村                       | 昭和31年9月30日 高山村         | 高山村                       | 高山村          | 高山村   |
| 中山田村     |              | 明治8年 中山村         | 中山村                                 | 山田村                     | 山田村                      | 山田村                       | 山田村                       | 昭和31年9月30日 高山村         | 高山村                       | 高山村          | 高山村   |
| 奥山田村     | 奥山田村     | 奥山田村               | 奥山田村                               | 山田村                     | 山田村                      | 山田村                       | 山田村                       | 昭和31年9月30日 高山村         | 高山村                       | 高山村          | 高山村   |
| 仁礼村       | 仁礼村       | 明治初年 仁礼村        | 明治20年6月17日 仁礼村                 | 仁礼村                     | 仁礼村                      | 仁礼村                       | 仁礼村                       | 昭和30年1月1日 東村            | 昭和46年4月30日 須坂市に編入 | 須坂市          | 須坂市   |
| 宇原村       |              | 明治初年 仁礼村        | 明治20年6月17日 仁礼村                 | 仁礼村                     | 仁礼村                      | 仁礼村                       | 仁礼村                       | 昭和30年1月1日 東村            | 昭和46年4月30日 須坂市に編入 | 須坂市          | 須坂市   |
| 仙仁村       | 仙仁村       | 仙仁村                 | 明治20年6月17日 仁礼村                 | 仁礼村                     | 仁礼村                      | 仁礼村                       | 仁礼村                       | 昭和30年1月1日 東村            | 昭和46年4月30日 須坂市に編入 | 須坂市          | 須坂市   |
| 亀倉村       | 亀倉村       | 亀倉村                 | 亀倉村                                 | 仁礼村                     | 仁礼村                      | 仁礼村                       | 仁礼村                       | 昭和30年1月1日 東村            | 昭和46年4月30日 須坂市に編入 | 須坂市          | 須坂市   |
| 栃倉村       | 栃倉村       | 栃倉村                 | 栃倉村                                 | 仁礼村                     | 仁礼村                      | 仁礼村                       | 仁礼村                       | 昭和30年1月1日 東村            | 昭和46年4月30日 須坂市に編入 | 須坂市          | 須坂市   |
| 米子村       | 米子村       | 米子村                 | 米子村                                 | 仁礼村                     | 仁礼村                      | 仁礼村                       | 仁礼村                       | 昭和30年1月1日 東村            | 昭和46年4月30日 須坂市に編入 | 須坂市          | 須坂市   |
| 塩野村       | 塩野村       | 塩野村                 | 塩野村                                 | 仁礼村                     | 仁礼村                      | 仁礼村                       | 仁礼村                       | 昭和30年1月1日 東村            | 昭和46年4月30日 須坂市に編入 | 須坂市          | 須坂市   |
| 灰野村       | 灰野村       | 明治9年 園里村         | 園里村                                 | 小山村                     | 明治25年1月29日 改称 豊丘村 | 豊丘村                       | 豊丘村                       | 昭和30年1月1日 東村            | 昭和46年4月30日 須坂市に編入 | 須坂市          | 須坂市   |
| 大日向村     |              | 明治9年 園里村         | 園里村                                 | 小山村                     | 明治25年1月29日 改称 豊丘村 | 豊丘村                       | 豊丘村                       | 昭和30年1月1日 東村            | 昭和46年4月30日 須坂市に編入 | 須坂市          | 須坂市   |
| 坂田村       | 坂田村       | 明治9年 園里村         | 明治15年 分立 坂田村                   | 小山村                     | 明治25年1月29日 改称 豊丘村 | 大正11年7月1日 須坂町に編入  | 昭和29年2月11日 須坂町       | 昭和29年4月1日 市制 須坂市     | 須坂市                       | 須坂市          | 須坂市   |
| 小山村       | 大部分       | 小山村                 | 小山村                                 | 小山村                     | 明治25年1月29日 改称 豊丘村 | 大正11年7月1日 須坂町に編入  | 昭和29年2月11日 須坂町       | 昭和29年4月1日 市制 須坂市     | 須坂市                       | 須坂市          | 須坂市   |
| 小山村       | 一部         | 小山村                 | 小山村                                 | 須坂町                     | 須坂町                      | 須坂町                       | 昭和29年2月11日 須坂町       | 昭和29年4月1日 市制 須坂市     | 須坂市                       | 須坂市          | 須坂市   |
| 須坂町       | 須坂町       | 明治9年9月 改称 須坂町 | 須坂町                                 | 須坂町                     | 須坂町                      | 須坂町                       | 昭和29年2月11日 須坂町       | 昭和29年4月1日 市制 須坂市     | 須坂市                       | 須坂市          | 須坂市   |
| 日滝村       | 日滝村       | 日滝村                 | 日滝村                                 | 日滝村                     | 日滝村                      | 昭和11年12月1日 須坂町に編入 | 昭和29年2月11日 須坂町       | 昭和29年4月1日 市制 須坂市     | 須坂市                       | 須坂市          | 須坂市   |
| 小島村       | 小島村       | 小島村                 | 小島村                                 | 豊洲村                     | 豊洲村                      | 豊洲村                       | 昭和29年2月11日 須坂町       | 昭和29年4月1日 市制 須坂市     | 須坂市                       | 須坂市          | 須坂市   |
| 小河原村     | 小河原村     | 小河原村               | 小河原村                               | 豊洲村                     | 豊洲村                      | 豊洲村                       | 昭和29年2月11日 須坂町       | 昭和29年4月1日 市制 須坂市     | 須坂市                       | 須坂市          | 須坂市   |
| 相之島村     | 相之島村     | 相之島村               | 相之島村                               | 豊洲村                     | 豊洲村                      | 豊洲村                       | 昭和29年2月11日 須坂町       | 昭和29年4月1日 市制 須坂市     | 須坂市                       | 須坂市          | 須坂市   |
| 五閑村       | 五閑村       | 五閑村                 | 五閑村                                 | 日野村                     | 日野村                      | 日野村                       | 昭和29年2月11日 須坂町       | 昭和29年4月1日 市制 須坂市     | 須坂市                       | 須坂市          | 須坂市   |
| 八重森村     | 八重森村     | 八重森村               | 八重森村                               | 日野村                     | 日野村                      | 日野村                       | 昭和29年2月11日 須坂町       | 昭和29年4月1日 市制 須坂市     | 須坂市                       | 須坂市          | 須坂市   |
| 村山村       | 村山村       | 村山村                 | 村山村                                 | 日野村                     | 日野村                      | 日野村                       | 昭和29年2月11日 須坂町       | 昭和29年4月1日 市制 須坂市     | 須坂市                       | 須坂市          | 須坂市   |
| 塩川村       | 塩川村       | 塩川村                 | 塩川村                                 | 日野村                     | 日野村                      | 日野村                       | 昭和29年2月11日 須坂町       | 昭和29年4月1日 市制 須坂市     | 須坂市                       | 須坂市          | 須坂市   |
| 沼目村       | 沼目村       | 沼目村                 | 沼目村                                 | 日野村                     | 日野村                      | 日野村                       | 昭和29年2月11日 須坂町       | 昭和29年4月1日 市制 須坂市     | 須坂市                       | 須坂市          | 須坂市   |
| 高梨村       | 高梨村       | 高梨村                 | 高梨村                                 | 日野村                     | 日野村                      | 日野村                       | 昭和29年2月11日 須坂町       | 昭和29年4月1日 市制 須坂市     | 須坂市                       | 須坂市          | 須坂市   |
| 八町村       | 八町村       | 八町村                 | 八町村                                 | 高甫村                     | 高甫村                      | 高甫村                       | 高甫村                       | 昭和30年1月1日 須坂市に編入    | 須坂市                       | 須坂市          | 須坂市   |
| 野辺村       | 野辺村       | 野辺村                 | 野辺村                                 | 高甫村                     | 高甫村                      | 高甫村                       | 高甫村                       | 昭和30年1月1日 須坂市に編入    | 須坂市                       | 須坂市          | 須坂市   |
| 井上村       | 井上村       | 井上村                 | 井上村                                 | 井上村                     | 井上村                      | 井上村                       | 井上村                       | 昭和30年1月1日 須坂市に編入    | 須坂市                       | 須坂市          | 須坂市   |
| 幸高村       | 幸高村       | 幸高村                 | 幸高村                                 | 井上村                     | 井上村                      | 井上村                       | 井上村                       | 昭和30年1月1日 須坂市に編入    | 須坂市                       | 須坂市          | 須坂市   |
| 中島村       | 中島村       | 中島村                 | 中島村                                 | 井上村                     | 井上村                      | 井上村                       | 井上村                       | 昭和30年1月1日 須坂市に編入    | 須坂市                       | 須坂市          | 須坂市   |
| 九反田村     | 九反田村     | 九反田村               | 九反田村                               | 井上村                     | 井上村                      | 井上村                       | 井上村                       | 昭和30年1月1日 須坂市に編入    | 須坂市                       | 須坂市          | 須坂市   |
| 米持村       | 米持村       | 米持村                 | 米持村                                 | 井上村                     | 井上村                      | 井上村                       | 井上村                       | 昭和30年1月1日 須坂市に編入    | 須坂市                       | 須坂市          | 須坂市   |
| 福島村       | 一部を除く   | 福島村                 | 福島村                                 | 井上村                     | 井上村                      | 井上村                       | 井上村                       | 昭和30年1月1日 須坂市に編入    | 須坂市                       | 須坂市          | 須坂市   |
| 綿内村       | 一部を除く   | 綿内村                 | 綿内村                                 | 綿内村                     | 綿内村                      | 綿内村                       | 綿内村                       | 昭和34年4月1日 若穂町          | 昭和41年10月16日 長野市      | 長野市          | 長野市   |
| 保科村       | 保科村       | 明治初年 保科村        | 保科村                                 | 保科村                     | 保科村                      | 保科村                       | 保科村                       | 昭和34年4月1日 若穂町          | 昭和41年10月16日 長野市      | 長野市          | 長野市   |
| 赤野田新田村 |              | 明治初年 保科村        | 保科村                                 | 保科村                     | 保科村                      | 保科村                       | 保科村                       | 昭和34年4月1日 若穂町          | 昭和41年10月16日 長野市      | 長野市          | 長野市   |
| 高岡村       |              | 明治初年 保科村        | 保科村                                 | 保科村                     | 保科村                      | 保科村                       | 保科村                       | 昭和34年4月1日 若穂町          | 昭和41年10月16日 長野市      | 長野市          | 長野市   |
| 東川田       | 東川田       | 明治9年5月 川田村      | 川田村                                 | 川田村                     | 川田村                      | 川田村                       | 川田村                       | 昭和34年4月1日 若穂町          | 昭和41年10月16日 長野市      | 長野市          | 長野市   |
| 町川田       |              | 明治9年5月 川田村      | 川田村                                 | 川田村                     | 川田村                      | 川田村                       | 川田村                       | 昭和34年4月1日 若穂町          | 昭和41年10月16日 長野市      | 長野市          | 長野市   |
| 小出村       |              | 明治9年5月 川田村      | 川田村                                 | 川田村                     | 川田村                      | 川田村                       | 川田村                       | 昭和34年4月1日 若穂町          | 昭和41年10月16日 長野市      | 長野市          | 長野市   |
| 更級郡牛島村 | 更級郡牛島村 | 更級郡牛島村           | 明治12年1月4日 所属変更 上高井郡牛島村 | 川田村                     | 川田村                      | 川田村                       | 川田村                       | 昭和34年4月1日 若穂町          | 昭和41年10月16日 長野市      | 長野市          | 長野市   |

## 行政
歴代郡長
| 代 | 氏名         | 就任年月日               | 退任年月日                | 備考                   |
| -- | ------------ | ------------------------ | ------------------------- | ---------------------- |
| 1  | 清須勝祥     | 明治12年（1879年）1月4日 |                           |                        |
| 2  | 伊藤弥一郎   | 明治32年（1899年）5月    |                           |                        |
| 3  | 福武勇治郎   | 明治37年（1904年）4月    |                           |                        |
| 4  | 樋口兼泰     | 明治39年（1906年）7月    |                           |                        |
| 5  | 甲田慶治郎   | 明治43年（1910年）4月    |                           |                        |
| 6  | 渡辺盛太郎   | 大正3年（1914年）9月     |                           |                        |
| 7  | 藤崎供義     | 大正5年（1916年）7月     |                           |                        |
| 8  | 横田克己     | 大正7年（1918年）7月     |                           |                        |
| 9  | 岡本敬造     | 大正10年（1921年）3月    |                           |                        |
| 10 | 大久保幸次郎 | 大正11年（1922年）7月    |                           |                        |
| 11 | 杉原定寿     | 大正12年（1923年）3月    |                           |                        |
| 12 | 志賀市蔵     | 大正13年（1924年）7月    | 大正15年（1926年）6月30日 | 郡役所廃止により、廃官 |